# Healing Hands of Time
Healing Hands of Time è il quarantaduesimo album in studio del cantante statunitense di musica country Willie Nelson, pubblicato nel 1994.

## Tracce
Tutti i brani sono di Willie Nelson, eccetto dove indicato.
1. Funny How Time Slips Away - 5:30
2. Crazy - 3:30
3. Night Life (Paul Buskirk, Walter Breeland, Nelson) - 3:56
4. Healing Hands of Time - 3:45
5. (How Will I Know) I'm Falling in Love Again - 4:14
6. All the Things You Are (Jerome Kern, Oscar Hammerstein II) - 2:51
7. Oh, What It Seemed to Be (Bennie Benjamin, Frankie Carle, George David Weiss) - 3:21
8. If I Had My Way (James Kendis, Lou Klein) - 3:23
9. I'll Be Seeing You (Irving Kahal, Sammy Fain) - 3:02
10. There Are Worse Things Than Being Alone - 4:08